# Carentan

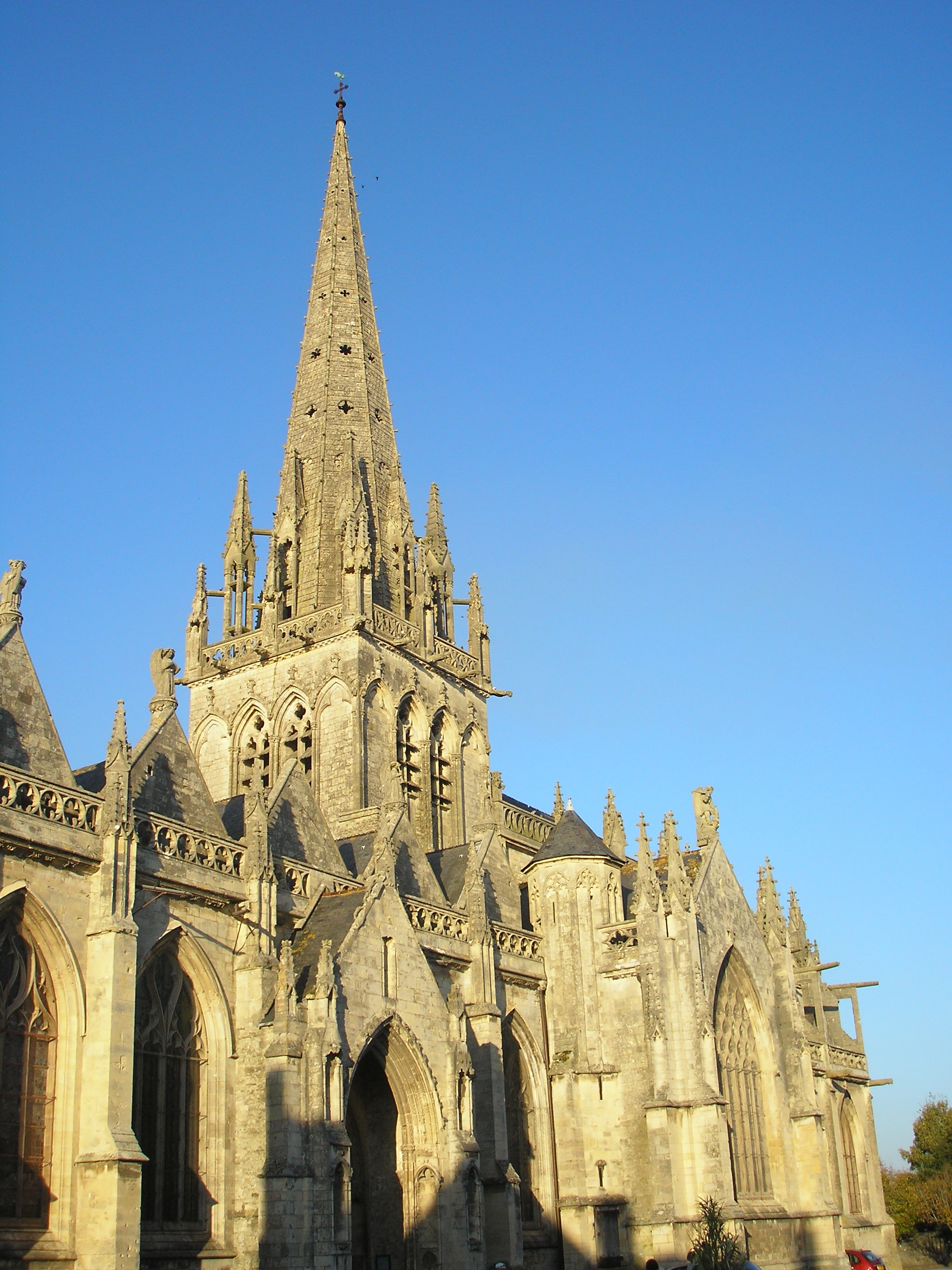
Kirche Notre-Dame

Carentan [kaʁɑ̃'tɑ̃] ist eine Stadt und eine Commune déléguée in der französischen Gemeinde Carentan-les-Marais mit 6.024 Einwohnern (Stand: 1. Januar 2022) im Département Manche in der Region Normandie.

## Geografie
Carentan liegt zwischen Cherbourg und Saint-Lô inmitten ausgedehnter trockengelegter Sümpfe, die inzwischen als Weide- und Anbauflächen dienen. Die sind jedoch jeden Winter noch überflutet, wenn es genug regnet. Man sagt dann, dass die Sümpfe „weiß“ werden. Durchflossen werden sie von den Flüssen Taute und der Douve.
Die in der Normandie auch als Capitale des Marais (Sumpfhauptstadt) bezeichnete Stadt war im Mittelalter auf einem der wenigen trockenen Wege zur Halbinsel Cotentin platziert. Aus der Bucht von Les Veys (Baie des Veys) gelangt man auch mit dem Schiff über den künstlichen Kanal aus der Zeit Napoleons zum Hafen von Carentan.
Die Stadt liegt mitten im Regionalen Naturpark Marais du Cotentin et du Bessin.
Carentan wird von der Eisenbahnlinie Paris-Cherbourg angefahren. Sie wird auch von der vom Département Manche betriebenen Buslinie Manéo Nr. 1 angefahren (Buslinie Saint-Lô-Carentan-Valognes-Cherbourg).

## Geschichte
Da Carentan innerhalb dieser Region eine strategische Schlüsselposition einnahm, war der Ort in der Geschichte in Kriegen stets umkämpft. In römischer Zeit nannte sich der Ort Carentomagos. Im Englisch-Französischen Krieg wurde er oft belagert und zerstört. Blanche de Castille ließ schließlich Carentan befestigen. Diese Anlagen wurden jedoch 1853 wieder geschleift.
Carentan wurde international vor allem als Schauplatz eines Gefechtes im Zweiten Weltkrieg zwischen der Wehrmacht und den nachrückenden Fallschirmtruppen der Amerikaner (101. US-Luftlandedivision) bekannt. Auf deutscher Seite war das Fallschirmjägerregiment 6 unter dem Kommandeur Major Freiherr von der Heydte und die 17. SS-Panzergrenadier-Division „Götz von Berlichingen“ eingesetzt. Diese Schlacht um Carentan wurde Gegenstand mehrerer Spielfilme. Am 12. Juni 1944 wurde Carentan von der deutschen Besatzung befreit.
Mit Wirkung vom 1. Januar 2016 wurden die früheren Gemeinden Angoville-au-Plain, Carentan, Houesville und Saint-Côme-du-Mont zur Commune nouvelle Carentan-les-Marais zusammengelegt. Die Gemeinde Carentan gehörte zum Arrondissement Saint-Lô.

## Bevölkerungsentwicklung
| Jahr      | 1962 | 1968 | 1975 | 1982 | 1990 | 1999 | 2008 | 2013 |
| Einwohner | 5256 | 5563 | 6187 | 6589 | 6300 | 6340 | 6058 | 5884 |

## Sehenswürdigkeiten
- Kirche Notre-Dame: Eine romanische Kirche aus dem 11. Jahrhundert wurde 1443 zerstört und später im gotischen Stil wieder errichtet.
- Das Rathaus (Hôtel de ville) stammt aus dem 17. Jahrhundert und diente im Laufe der Zeit auch als Kaserne und Schule.
- Die mittelalterlichen Arkaden am Place de la République sind einmalig in der gesamten Normandie. Sie sind die Überreste eines überdachten mittelalterlichen Handelszentrums.

## Verkehr

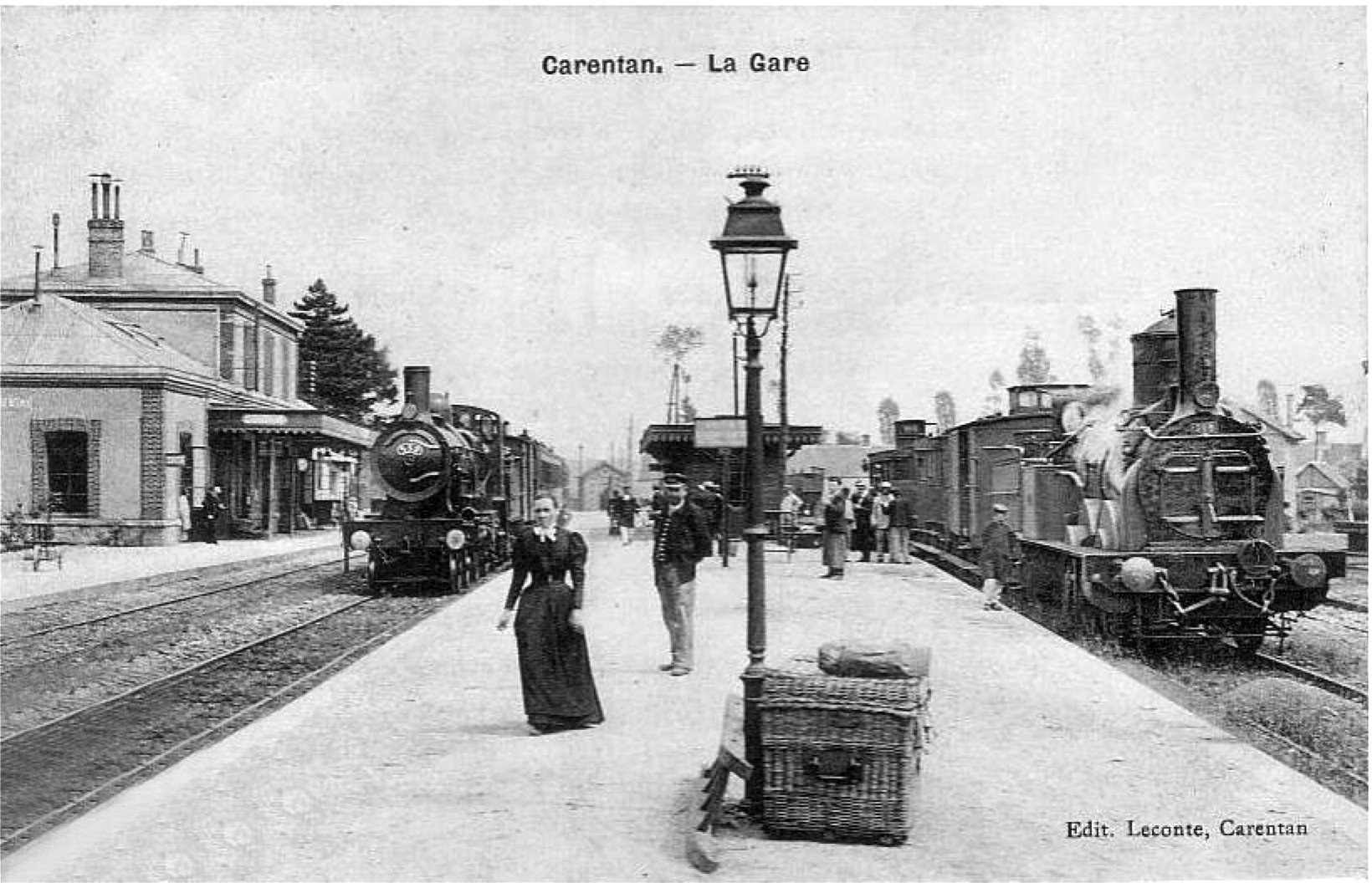
Bahnhof Carentan um 1900

Carentan hat einen Bahnhof an der Bahnstrecke Mantes-la-Jolie–Cherbourg, die in diesem Abschnitt (von Caen nach Cherbourg) am 17. Juli 1858 von der Compagnie des chemins de fer de l’Ouest eröffnet wurde. Am 8. Juli 1894 ging eine Zweigstrecke nach La Haye-du-Puits in Betrieb, die den Endabschnitt einer bislang dort endenden Strecke von Carteret darstellte. Auf letzterer verkehrte im Sommer 1976 der letzte Personenzug, am 2. Juni 1991 endete dort auch der Güterverkehr. Auf der Hauptstrecke halten heute Züge des TER Normandie am Bahnhof Carentan.

## Partnerschaften
Partnerschaften bestanden mit der deutschen Gemeinde Waldfischbach-Burgalben in Rheinland-Pfalz und mit der englischen Stadt Selby in Yorkshire.
Auf der Grundlage des Deutsch-Französischen Vertrages von 1963 fand ein regelmäßiger Schüleraustausch zwischen den Gymnasien in Carentan und Kevelaer am Niederrhein (Nordrhein-Westfalen) statt.
Die Schülerinnen und Schüler waren stets in Gastfamilien untergebracht, so lernten sie ihre Gasteltern besonders gut kennen und konnten ihre Fremdsprache im Alltag erproben.

## Persönlichkeiten
- Alain Germain (* 1948), Schriftsteller und Regisseur

## Belege
1. ↑   Karte von Manéo (französisch)
2. ↑  Redaktion: Opération « Overlord ». In: Michel Lefevre, Gaïdz Minassian, Yann Plougastel (Hrsg.): Résistants : Missak Manouchian et sa compagne Mélinée entrent au Panthéon. Historiens et descendants racontent l’engagement des combattants étrangers (= Le Monde, Hors-série). Paris 2024, ISBN 978-2-36804-160-4, S. 68 f. (Karte).